# Movimiento sin Miedo
El Movimiento sin Miedo (MSM) es un partido político boliviano de centroizquierda, fundado y dirigido por el reconocido abogado defensor de los derechos humanos, Juan del Granado. Se inició en la política boliviana con la elección por primera vez en 1999 de Granado como alcalde de La Paz, quien fue reelecto en noviembre de 2004 para un nuevo mandato de 5 años. 
El 3 de septiembre de 2005, el MSM conformo con el MAS-IPSP una alianza política denominada "Sin miedo somos MAS"  para las elecciones presidenciales de 2005. En las elecciones de alcaldes y gobernadores del 2010 la citada alianza se rompió, quedando el MAS y el MSM como rivales.
El 4 de abril de 2010, el MSM obtuvo la victoria en la alcaldía de la ciudad de La Paz, esta vez liderada por Luis Revilla. Lo mismo ocurrió con su candidata para la ciudad de Oruro. Estas dos ciudades apoyaban anteriormente al presidente Evo Morales y eran bastión del oficialismo.
En las elecciones generales 2014 para la presidencia de Bolivia, el MSM no alcanzó ni siquiera el 3% de la votación nacional, por lo que el Movimiento sin Miedo perdió su personería jurídica. A consecuencia de este hecho varios de sus militantes decidieron fundar la agrupación ciudadana SOL.bo "Soberanía y Libertad", liderada por Luis Revilla.
En julio de 2024, Juan del Granado realizó nuevamente el lanzamiento del Movimiento Sin Miedo (MSM) con miras a ser actor en las elecciones nacionales de 2025. Posteriormente al relanzamiento del partido, firmó una alianza con Samuel Doria Medina para participar en estas elecceciones.

## Resultados electorales

### Presidenciales
|  | 53.72 % |

|  | 2.71 % |

|  | 19.86 % |

### Parlamentarias
|  | 53.7 % |

|  | 64.2 % |

|  | 2.71 % |

|  | 19.86 % |

### Subnacionales
| Año  | Candidato       | Votos | %               | Posición | Resultado | Notas |
| ---- | --------------- | ----- | --------------- | -------- | --------- | ----- |
| 2010 | Bernabé Paredes | 8 044 | \| \| 3.95 % \| | (4°)     | No electo |       |
|      | 3.95 %          |       |                 |          |           |       |

| Año  | Candidato      | Votos  | %               | Posición | Resultado | Notas |
| ---- | -------------- | ------ | --------------- | -------- | --------- | ----- |
| 2010 | José Del Barco | 52 516 | \| \| 7.82 % \| | (3°)     | No electo |       |
|      | 7.82 %         |        |                 |          |           |       |

| Año  | Candidato     | Votos   | %                | Posición | Resultado | Notas |
| ---- | ------------- | ------- | ---------------- | -------- | --------- | ----- |
| 2010 | Simón Yampara | 247 796 | \| \| 23.18 % \| | (2°)     | No electo |       |
|      | 23.18 %       |         |                  |          |           |       |

| Año  | Candidato    | Votos  | %                | Posición | Resultado | Notas |
| ---- | ------------ | ------ | ---------------- | -------- | --------- | ----- |
| 2010 | Iver Pereira | 53 111 | \| \| 29.44 % \| | (2°)     | No electo |       |
|      | 29.44 %      |        |                  |          |           |       |

| Año  | Candidato     | Votos | %               | Posición | Resultado | Notas |
| ---- | ------------- | ----- | --------------- | -------- | --------- | ----- |
| 2010 | Egidio Tuesta | 657   | \| \| 1.90 % \| | (3°)     | No electo |       |
|      | 1.90 %        |       |                 |          |           |       |

| Año  | Candidato             | Votos  | %               | Posición | Resultado | Notas |
| ---- | --------------------- | ------ | --------------- | -------- | --------- | ----- |
| 2010 | José Carlos Gutiérrez | 11 530 | \| \| 1.18 % \| | (5°)     | No electo |       |
|      | 1.18 %                |        |                 |          |           |       |